# MLS All-Star Game de 1998
A partida MLS All-Star de 1998 foi a terceira edição, o jogo envolveu as principais estrelas da Major League Soccer. A equipe MLS EUA enfrentou MLS World no Citrus Bowl, Orlando, em 02 de agosto de 1998. O MLS EUA venceu o jogo por 6-1, com gols de Tab Ramos, Alexi Lalas, Brian McBride, Preki, Roy Lassiter e Cobi Jones enquanto Mauricio Ramos descontou para o MLS Mundo. O atacante do MLS EUA Brian McBride foi nomeado como o melhor jogador da partida. Esse Baharmast arbitrou o jogo, que foi acompanhado por 34.416 torcedores.

## Detalhes
| 02 de agosto | MLS EUA                                                                       | 6 – 1  | MLS World | Citrus Bowl, Orlando                    |
|              | Ramos 5' · Lalas 15' · McBride 16' · Preki 40' · Roy Lassiter 78' · Jones 83' | Report | 89' Ramos | Público: 34 416 Árbitro: Esse Baharmast |

| MLS EUA:             |  |                |  |     |     |
|                      |  |                |  |     |     |
| GO                   |  | Tony Meola     |  | 46' |     |
| DE                   |  | Marcelo Balboa |  | 46' |     |
| DE                   |  | Alexi Lalas    |  | 46' |     |
| DE                   |  | Eddie Pope     |  |     |     |
| MC                   |  | Cobi Jones     |  | 46' | 69' |
| MC                   |  | Thomas Dooley  |  | 46' |     |
| MC                   |  | Tab Ramos      |  | 46' |     |
| MC                   |  | John Harkes    |  | 69' |     |
| MC                   |  | Frankie Hejduk |  | 46' |     |
| AT                   |  | Brian McBride  |  | 46' |     |
| AT                   |  | Preki          |  | 46' |     |
| Substitutos:         |  |                |  |     |     |
| GO                   |  | Zach Thornton  |  | 46' |     |
| DE                   |  | Jeff Agoos     |  | 46' |     |
| DE                   |  | Robin Fraser   |  | 46' |     |
| DE                   |  | Mike Burns     |  | 46' |     |
| MC                   |  | Ross Paule     |  | 46' |     |
| MC                   |  | Chris Armas    |  | 46' |     |
| MC                   |  | Ben Olsen      |  | 46' |     |
| AT                   |  | Paul Bravo     |  | 46' |     |
| AT                   |  | Roy Lassiter   |  | 46' |     |
| Técnico: Bruce Arena |  |                |  |     |     |
|                      |  |                |  |     |     |

| MLS WORLD:   |  |                     |  |     |     |
|              |  |                     |  |     |     |
| GO           |  | Jorge Campos        |  | 46' | 69' |
| DE           |  | Geoff Aunger        |  | 46' | 75' |
| DE           |  | Jan Eriksson        |  | 46' |     |
| DE           |  | Diego Soñora        |  | 46' |     |
| MC           |  | Lubos Kubik         |  | 46' |     |
| MC           |  | Adrián Paz          |  | 46' |     |
| MC           |  | Mauricio Cienfuegos |  | 46' |     |
| MC           |  | Carlos Valderrama   |  | 75' |     |
| MC           |  | Marco Etcheverry    |  | 46' |     |
| AT           |  | Raúl Díaz Arce      |  | 46' |     |
| AT           |  | Jaime Moreno        |  | 69' |     |
| Substitutos: |  |                     |  |     |     |
| GO           |  | Thomas Ravelli      |  | 46' |     |
| DE           |  | Richard Gough       |  | 46' |     |
| DE           |  | Uche Okafor         |  | 46' |     |
| MC           |  | Martin Machon       |  | 46' |     |
| MC           |  | Leonel Álvarez      |  | 46' |     |
| MC           |  | Mauricio Ramos      |  | 46' |     |
| AT           |  | Mo Johnston         |  | 46' |     |
| AT           |  | Wélton              |  | 46' |     |
| AT           |  | Stern John          |  | 46' |     |
| Técnico:     |  |                     |  |     |     |
|              |  |                     |  |     |     |

Melhor em Campo:
 Brian McBride (MLS EUA)